# Tridecan
n-Tridecan (auch Tridekan) ist eine chemische Verbindung aus der Gruppe der höheren Alkane, genauer der Tridecane.

## Vorkommen
Tridecan wird von der Baumwanze Cosmopepla bimaculata als Hauptbestandteil ihres Verteidigungssekretes eingesetzt. Auch Nymphen des Gemeinen Ohrwurms produzieren diese Substanz als Teil ihres Wehrsekrets. Es kommt in den Dufour-Drüsen von Ameisen vor, beispielsweise bei der Art Messor minor. Die Verbindung kommt sowohl bei Arbeiterinnen (ca. 33 % des Sekrets) als auch bei Königinnen vor (ca. 14 %), obwohl die Sekretzusammensetzung ansonsten sehr unterschiedlich ist. Bei Arbeiterinnen der Art Messor capitatus macht Tridecan ca. 27 % des Sekrets aus.

## Gewinnung und Darstellung
Tridecan kann durch Isolierung von n-Paraffinen (C9–C17) aus Kerosin und Gasölfraktionen gewonnen werden.

## Eigenschaften
Tridecan ist eine wenig flüchtige, farblose Flüssigkeit mit benzinartigem Geruch, die praktisch unlöslich in Wasser ist.

## Verwendung
Tridecan wird in der organischen Synthese, als Lösungsmittel (zum Beispiel für Lacke) und als Destillationshilfsmittel verwendet. Tridecan ist ein Bestandteil von Dieseltreibstoff. Dieser enthält unter anderem Alkane, die meist eine Kettenlänge zwischen neun und 24 aufweisen.

## Sicherheitshinweise
Die Dämpfe von Tridecan können mit Luft ein explosionsfähiges Gemisch (Flammpunkt 85–95 °C, Zündtemperatur 220 °C) bilden.